# Arabba-Porta Vescovo

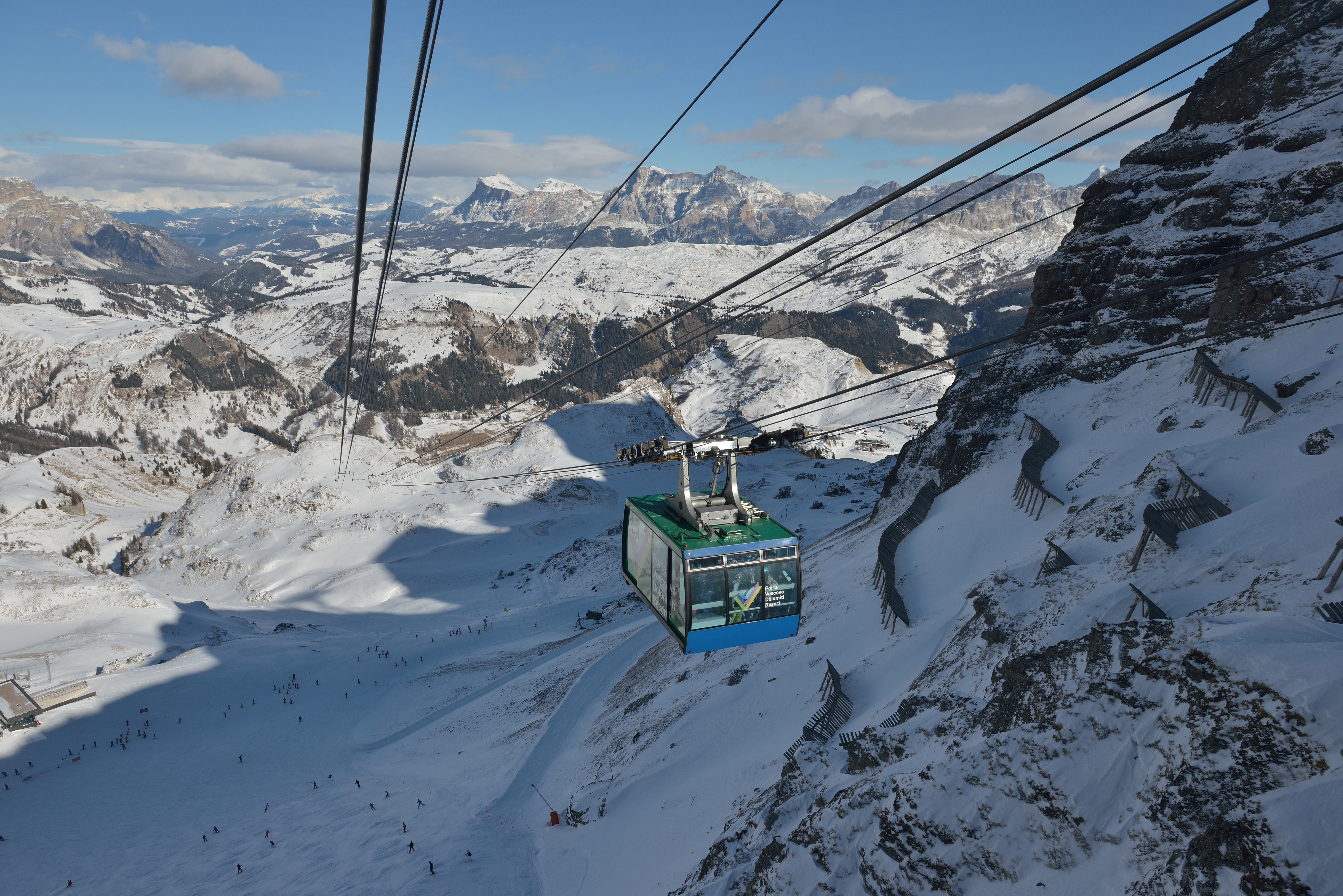
Funivia di tipo Funifor vista da Porta Vescovo

Arabba-Porta Vescovo è un comprensorio sciistico delle Dolomiti, che si trova nel comune di Livinallongo del Col di Lana, in provincia di Belluno.
Arabba-Porta Vescovo comprende 11 piste lunghe complessivamente 22 km, che fanno a loro volta parte di uno dei caroselli sciistici più importanti del mondo, il Dolomiti Superski. Le piste sono servite da 8 impianti di risalita (2 funivie, 2 cabinovie e 4 seggiovie).
Tra le 11 piste non ci sono piste blu e ci sono tante piste nere, tra cui la Fodoma (che inizia dalla cima con un “muro” della pista rossa Portavescovo) e l’Ornella (entrambe che portano giù fino ad Arabba).